# 하이데라바드국
하이데라바드국은 인도에 있던 옛 나라다. 1801년부터 1947년까지는 영국령 인도 제국의 여러 번왕국 중의 하나였으나, 인도의 분할때 영국령 인도 제국의 후신인 인도 자치령에서 독립하였다. 그러나 1948년에 있었던 폴로 작전으로 인도에 병합되어, 인도 공화국의 하이데라바드주가 되었다가 이마저도 1956년에 폐지되었다.

## 같이 보기
- 하이데라바드주
- 하이데라바드